# Маралою
Маралою (рум. Maraloiu) — село у повіті Бреїла в Румунії. Входить до складу комуни Гредіштя.
Село розташоване на відстані 133 км на північний схід від Бухареста, 46 км на захід від Бреїли, 55 км на південний захід від Галаца, 145 км на схід від Брашова.

## Населення
За даними перепису населення 2002 року у селі проживали 354 особи, усі — румуни. Усі жителі села рідною мовою назвали румунську.